# Annemarie Köllerer
Anna Maria Köllerer, auch Annemarie Köllerer, (* 6. November 1944 in Kraiburg am Inn) ist eine Autorin, die auch in bairischer Mundart publiziert.

## Leben
Seit Mitte der 1980er Jahre erschienen von Köllerer regelmäßig Veröffentlichungen im Münchner Merkur, in diversen Zeitungen und Kalendern. 1992 erfolgte die erste Buchveröffentlichung „Weihnachten spürn“, erschienen in der Verlagsanstalt „Bayerland“ in Dachau. Es folgten weitere Buchpublikationen in diesem Verlag. Zwischendrin arbeitete sie an verschiedenen Buchprojekten und Lesungen mit, auch im Rundfunk.
Seit 2014 veröffentlicht die Autorin E-Books im Selbstverlag.
Köllerer lebt in Jettenbach (Oberbayern) und Salzburg.

## Werke
- Weihnachten spürn. Verl.-Anst. Bayerland, Dachau 1992. ISBN 3-89251-149-7.
- A kloans Mitbringsel. Verl.-Anst. Bayerland, Dachau 1994. ISBN 3-89251-191-8.
- Aufs Christkindl warten. Verl.-Anst. Bayerland, Dachau 1997. ISBN 3-89251-255-8.
- Sag's auf bayrisch. Verl.-Anst. Bayerland, Dachau 2000. ISBN 3-89251-294-9.
- Bayerisches Schmankerlbuch. Verl.-Anst. Bayerland, Dachau 2002. ISBN 3-89251-325-2.
- Paradeislzeit. Verl.-Anst. Bayerland, Dachau 2004. ISBN 3-89251-347-3.
- A kloans Liacht kimmt auf. Gemeinsam mit Elfie Meindl. Verl.-Anst. Bayerland, Dachau 2007. ISBN 978-3-89251-382-7.
- Pumperlgsund sollst werdn. Gemeinsam mit Elfie Meindl. Verl.-Anst. Bayerland, Dachau 2009. ISBN 978-3-89251-403-9.
- Kloana Frechdachs. Verl.-Anst. Bayerland, Dachau 2011. ISBN 978-3-89251-427-5.
- Brotzeit ist die schönste Zeit. E-Book im Selbstverlag
- Naschkatzen im siebten Himmel. E-Book im Selbstverlag
- Kugelrunde Knödlträume. E-Book  Selbstverlag
- Verkorkste Weihnachten. Verl.-Anst. Bayerland, Dachau 2020. ISBN 978-3-89251-524-1.